# Phygadeuon dubius
Phygadeuon dubius är en stekelart som först beskrevs av Johann Ludwig Christian Gravenhorst 1829.  Phygadeuon dubius ingår i släktet Phygadeuon och familjen brokparasitsteklar. Arten är reproducerande i Sverige. Inga underarter finns listade i Catalogue of Life.